# Феліксув (Радомщанський повіт)
Феліксув (пол. Feliksów) — село в Польщі, у гміні Кодромб Радомщанського повіту Лодзинського воєводства.
Населення — 122 особи (2011).
У 1975-1998 роках село належало до Пйотрковського воєводства.

## Демографія
Демографічна структура станом на 31 березня 2011 року:
|          | Загалом | Допрацездатний вік | Працездатний вік | Постпрацездатний вік |
| -------- | ------- | ------------------ | ---------------- | -------------------- |
| Чоловіки | 65      | 15                 | 44               | 6                    |
| Жінки    | 57      | 12                 | 30               | 15                   |
| Разом    | 122     | 27                 | 74               | 21                   |